# Stemonurus corrugatus
Stemonurus corrugatus är en järneksväxtart som beskrevs av Utteridge och Schori. Stemonurus corrugatus ingår i släktet Stemonurus och familjen Stemonuraceae. Inga underarter finns listade i Catalogue of Life.